# Papabile
Papabile je neslužbeni talijanski izraz koji su skovali vatikanisti te se sada koristi u brojnim jezicima za opisivanje kardinala, za kojeg se smatra da je vjerojatan ili mogući kandidat da bude izabran za papu.
Izraz papabile seže najmanje u 15. stoljeće, budući da se nalazi u djelu Catholicon Anglicum.
U talijanskom jeziku riječ it. papabile također se koristi u kontekstima izvan Crkve. To uključuje upotrebu u odnosu na kandidate u užem izboru, tj. one koji će među dostupnim kandidatima najvjerojatnije biti izabrani ili imenovani na određeno mjesto.